# Notre-Dame-en-sa-Nativité (Puellemontier)

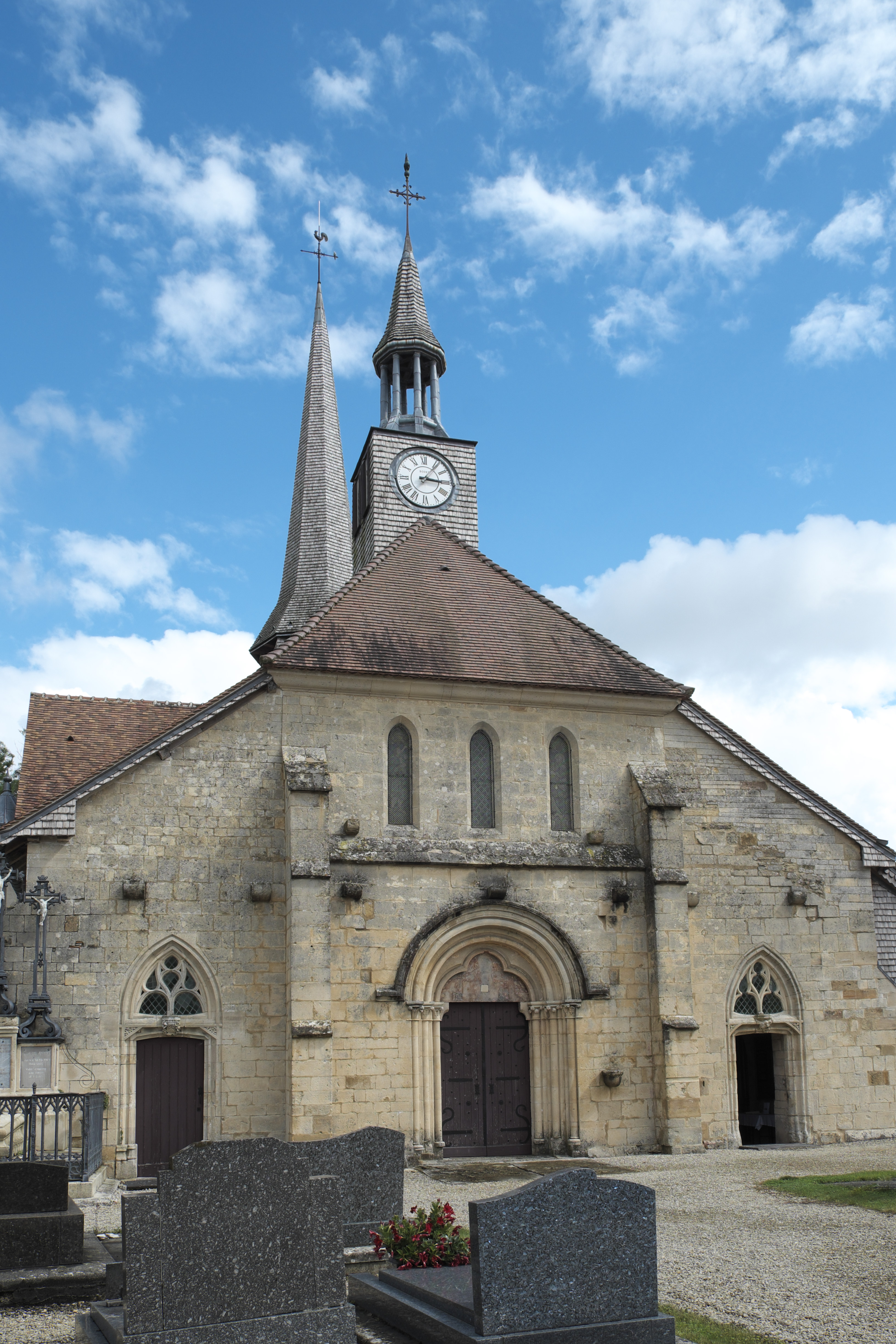
Westfassade

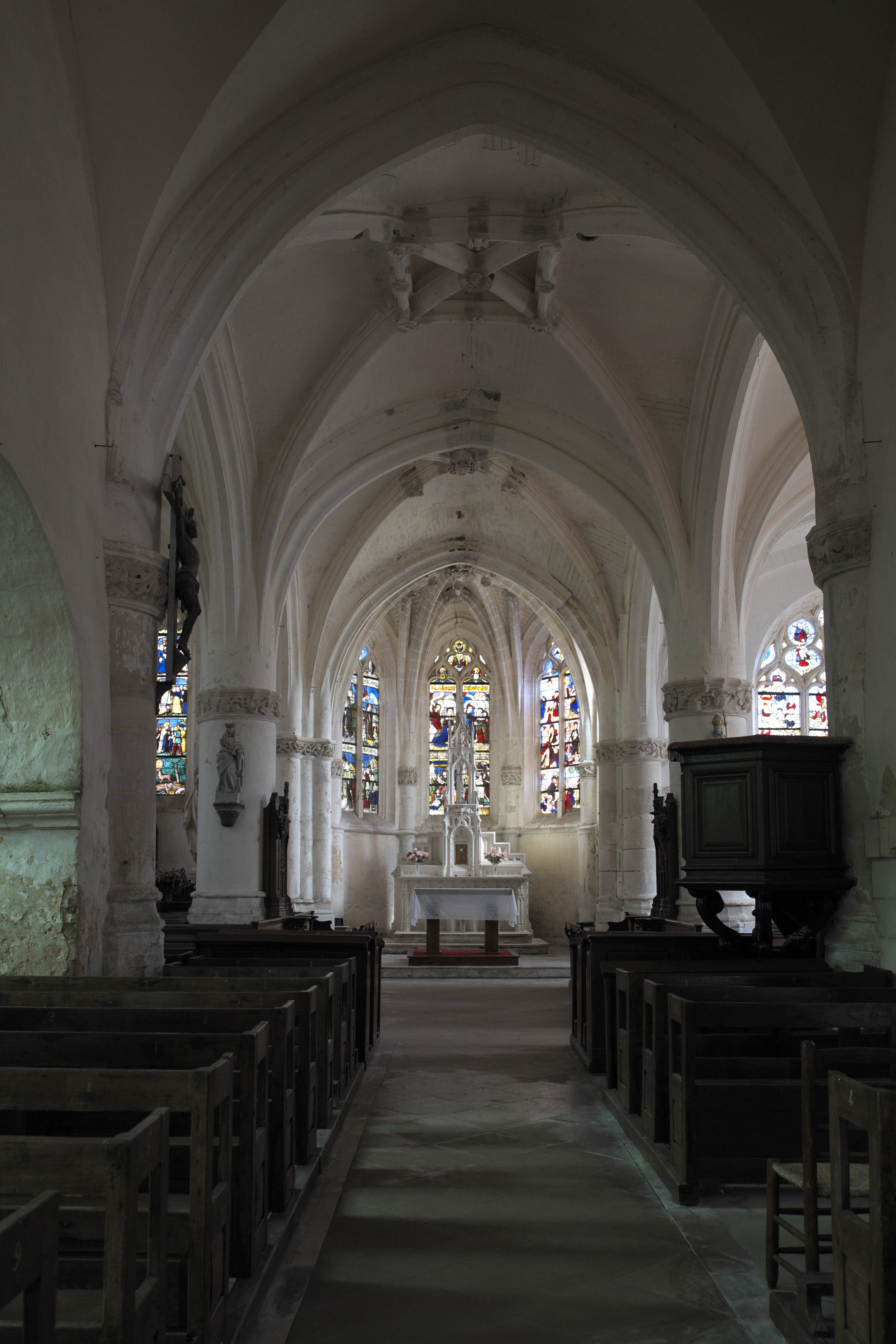
Innenraum

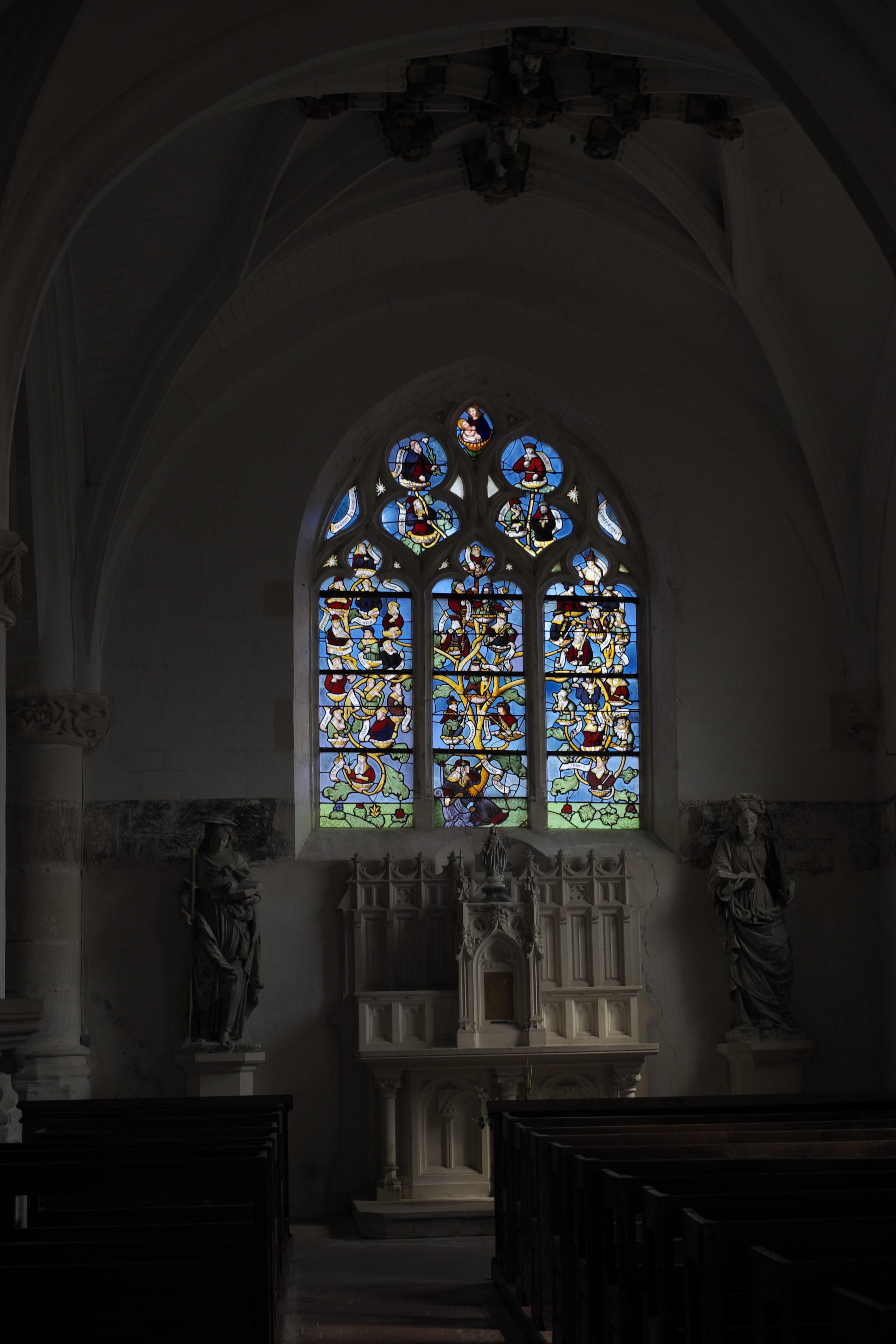
Wurzel-Jesse-Fenster

Die katholische Pfarrkirche Notre-Dame-en-sa-Nativité in Puellemontier, einem Ortsteil der Gemeinde Rives Dervoises im Département Haute-Marne in der französischen Region Grand Est, geht auf eine romanische Kirche aus dem 12. Jahrhundert zurück. Die Kirche besitzt eine Reihe von Bleiglasfenstern aus dem frühen 16. Jahrhundert. Im Jahr 1992 wurde die der Geburt Mariens geweihte Kirche als Monument historique in die Liste der Baudenkmäler in Frankreich aufgenommen.

## Geschichte
Um 670 gründete der heilige Bercharius, der spätere Abt der Benediktinerabtei von Montier-en-Der, in Puellemontier ein Frauenkloster. Von diesem Puellarum monasterium (lat.: puella, Mädchen) leitet sich der Name des Ortes ab.
Die heutige Kirche wurde im 12. Jahrhundert errichtet. Das Mittelschiff und die beiden Seitenschiffe sind von diesem Bau erhalten. Das östliche Langhausjoch stammt noch aus dem frühen 12. Jahrhundert. Ende des 12. oder zu Beginn des 13. Jahrhunderts wurde die Kirche nach Westen verlängert. Im 19. Jahrhundert wurde das ursprünglich flach gedeckte Langhaus eingewölbt.
Im frühen 16. Jahrhundert errichtete man das zweischiffige Querhaus und den Chor. 1527 erhielt die Apsis ihre Fensterverglasung und 1531 wurden im südlichen Querhausarm die Bleiglasfenster eingebaut.
Im 19. Jahrhundert veränderte man die Westfassade und erneuerte das Nordportal. Nach dem Sturm im Jahr 1999 musste das Dach ausgebessert werden und 2003 wurde der eingestürzte Glockenturm wieder aufgebaut.

## Architektur

### Außenbau
Über der Westfassade erhebt sich ein mit Holzschindeln gedeckter Dachreiter, der mit einer Uhr versehen ist. Der Glockenturm über der Vierung wird von einem Spitzhelm bekrönt und ist ebenfalls verschindelt.
Die Westfassade wird durch zwei kräftige Strebepfeiler gegliedert und ist von drei Portalen und in der Mitte von drei Rundbogenfenstern durchbrochen. Das mittlere Portal der Westfassade wurde im 13. Jahrhundert umgestaltet. Es ist von Archivolten umgeben, die auf schlanken Säulen aufliegen. Das Portal besitzt ein Tympanon, das von einem Dreipass gerahmt wird. Die beiden Seitenportale wurden im 15. Jahrhundert erneuert. Sie sind anstelle eines Tympanons von Maßwerkfenstern durchbrochen.

### Innenraum
Das dreischiffige Langhaus ist in drei  Joche gegliedert. An das Langhaus schließt sich ein zweischiffiges Querhaus an. Der Chor mündet in eine Apsis mit polygonalem Schluss. Querhaus und Chor besitzen Kreuzrippengewölbe mit skulptierten Schlusssteinen. Die Säulen sind anstelle von Kapitellen mit Säulenringen verziert, die einen Flechtbanddekor und kleine Figuren aufweisen. Im Chor führt eine Tür zur Sakristei, deren Türsturz mit zwei Engeln besetzt ist, die einen Wappenschild halten. Im Chor sind auch mehrere Piscinas erhalten.

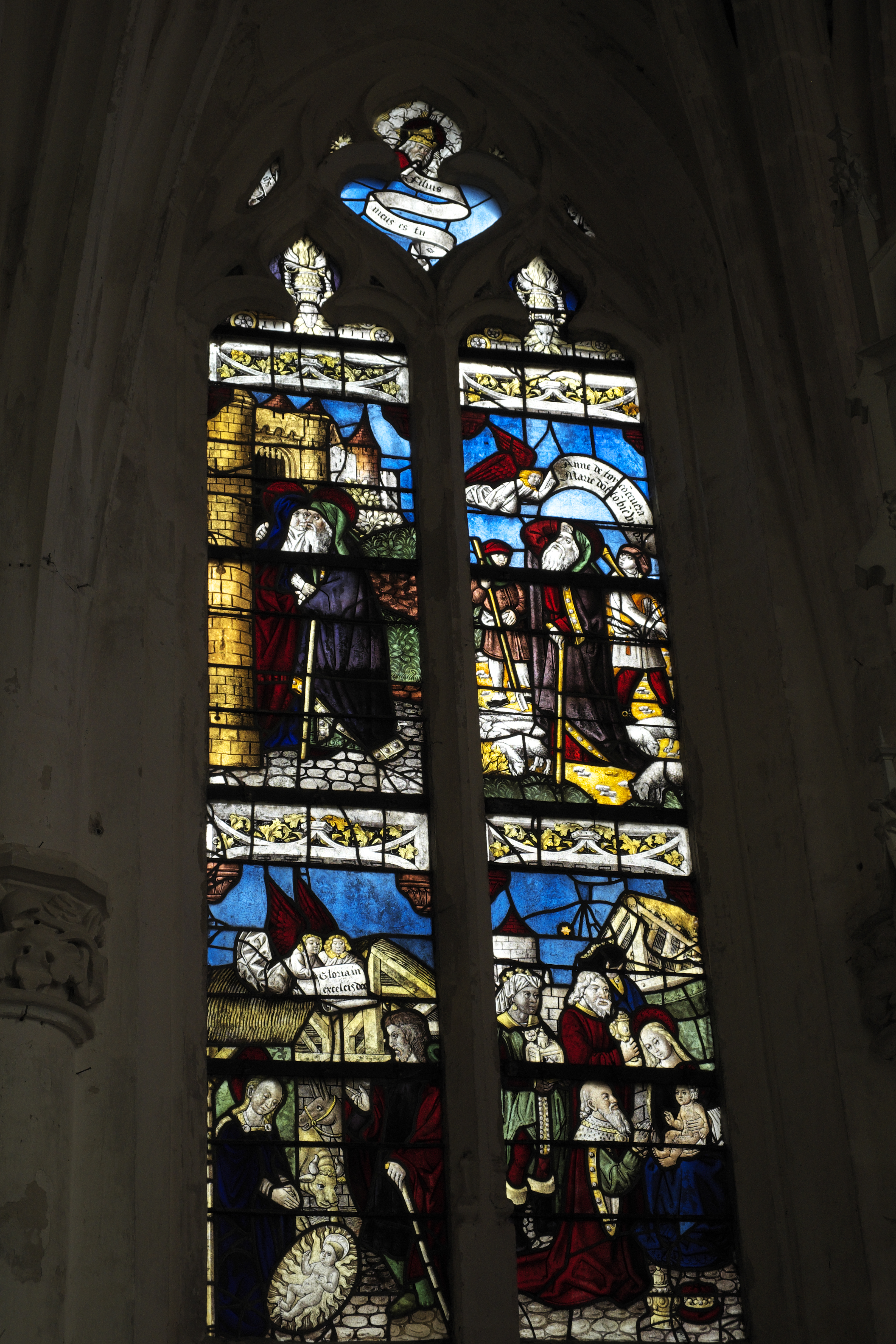
Marienleben

## Renaissancefenster
- Fenster 0: Marienleben

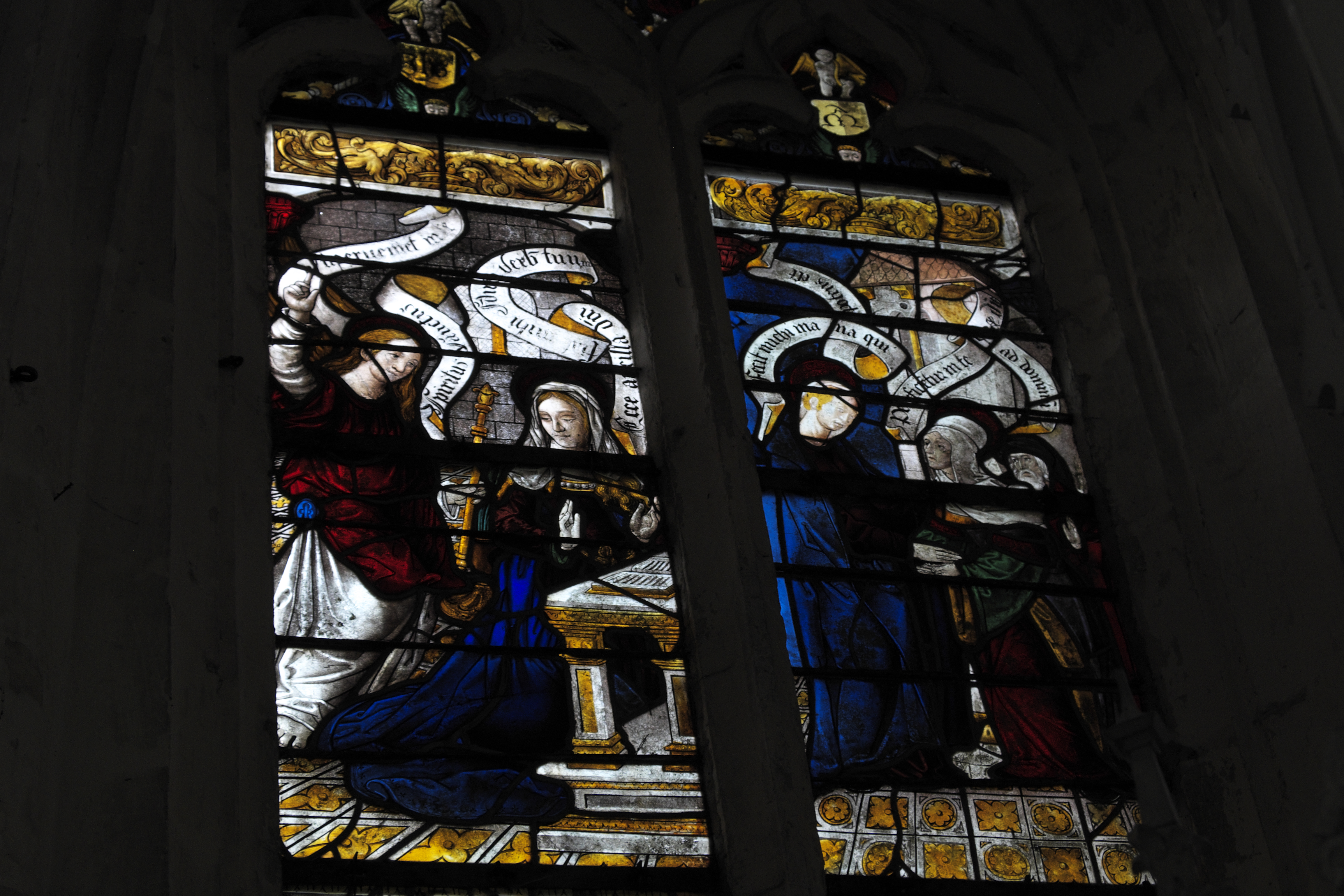
Verkündigung und Heimsuchung

Das mittlere Chorfenster wurde vermutlich wie das rechte Chorfenster um 1527 geschaffen. Es wurde im 19. Jahrhundert teilweise ergänzt. Beide Fenster sind dem Marienleben gewidmet. Auf den einzelnen Szenen sind dargestellt: Geburt Marias (links unten), Verkündigung (links oben), Heimsuchung (rechts oben), Präsentation Jesu im Tempel (rechts unten), im Maßwerk die Marienkrönung.
- Fenster 1: Marienleben

Die Szenen des rechten Chorfensters schildern die Begegnung Annas und Joachims an der Goldenen Pforte (links oben), die Verkündigung an Joachim (rechts oben), die Geburt Jesu (links unten) und die Anbetung der Heiligen Drei Könige (rechts unten).
- Fenster 2: Passion

Das Fenster wird um 1507 datiert. Auf der linken Lanzette werden Jesus und die schlafenden Jünger am Ölberg dargestellt, darüber seine Gefangennahme und seine Kreuzigung. Auf der rechten Lanzette sieht man oben die Kreuzabnahme, darunter die Auferstehung und unten die Begegnung Jesu mit Maria Magdalena (Noli me tangere) am leeren Grab.

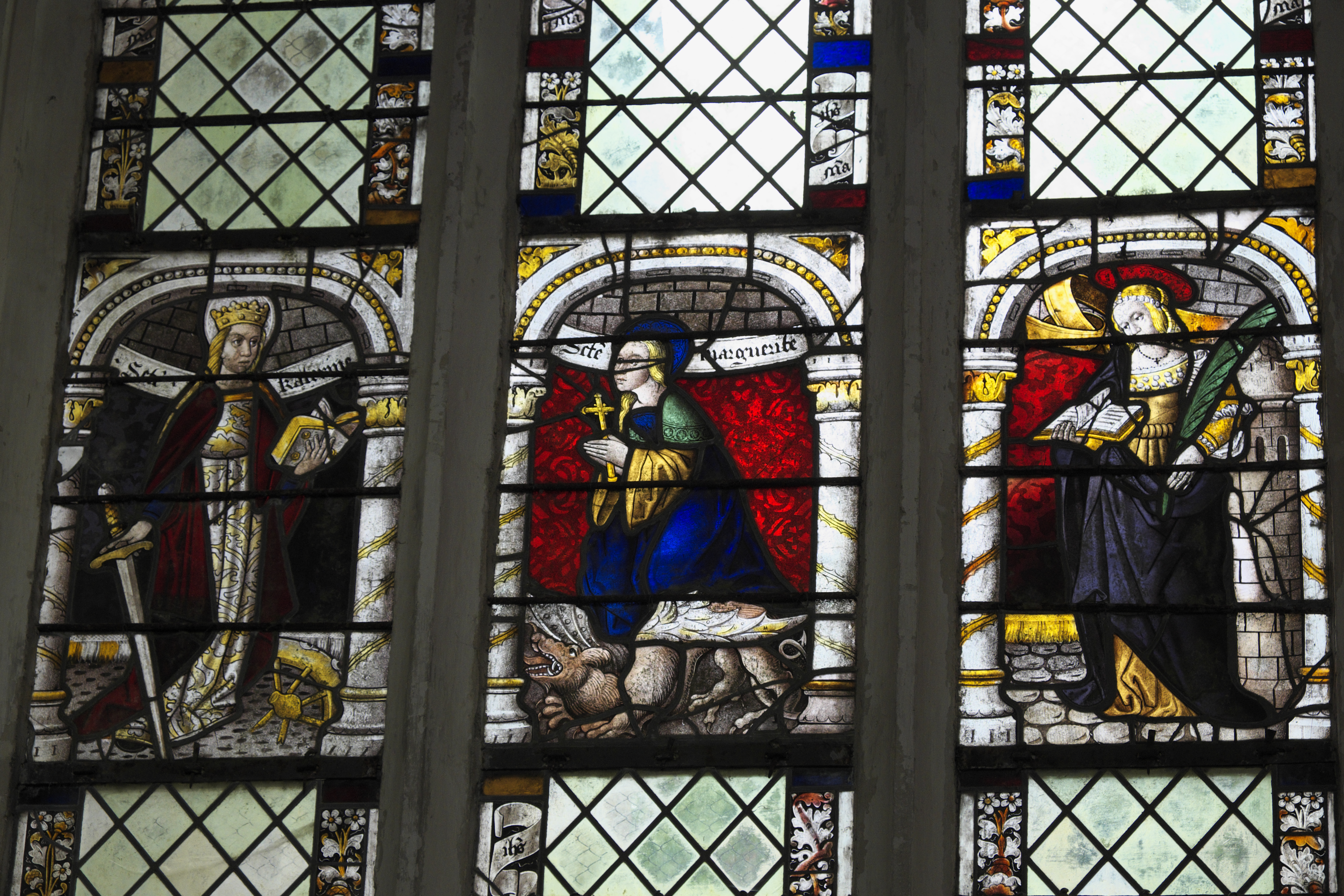
Heilige Katharina, heilige Margareta und heilige Barbara

- Fenster 3: Heilige Katharina, heilige Margareta und heilige Barbara

Auf dem Fenster aus dem ersten Viertel des 16. Jahrhunderts werden die drei Heiligen und Märtyrerinnen, die auch zu den Vierzehn Nothelfern gezählt werden, mit ihren Attributen dargestellt: die heilige Katharina mit Schwert und Rad, die heilige Margareta mit einem Drachen und die heilige Barbara mit einem Turm.
- Fenster 4: Adam und Eva

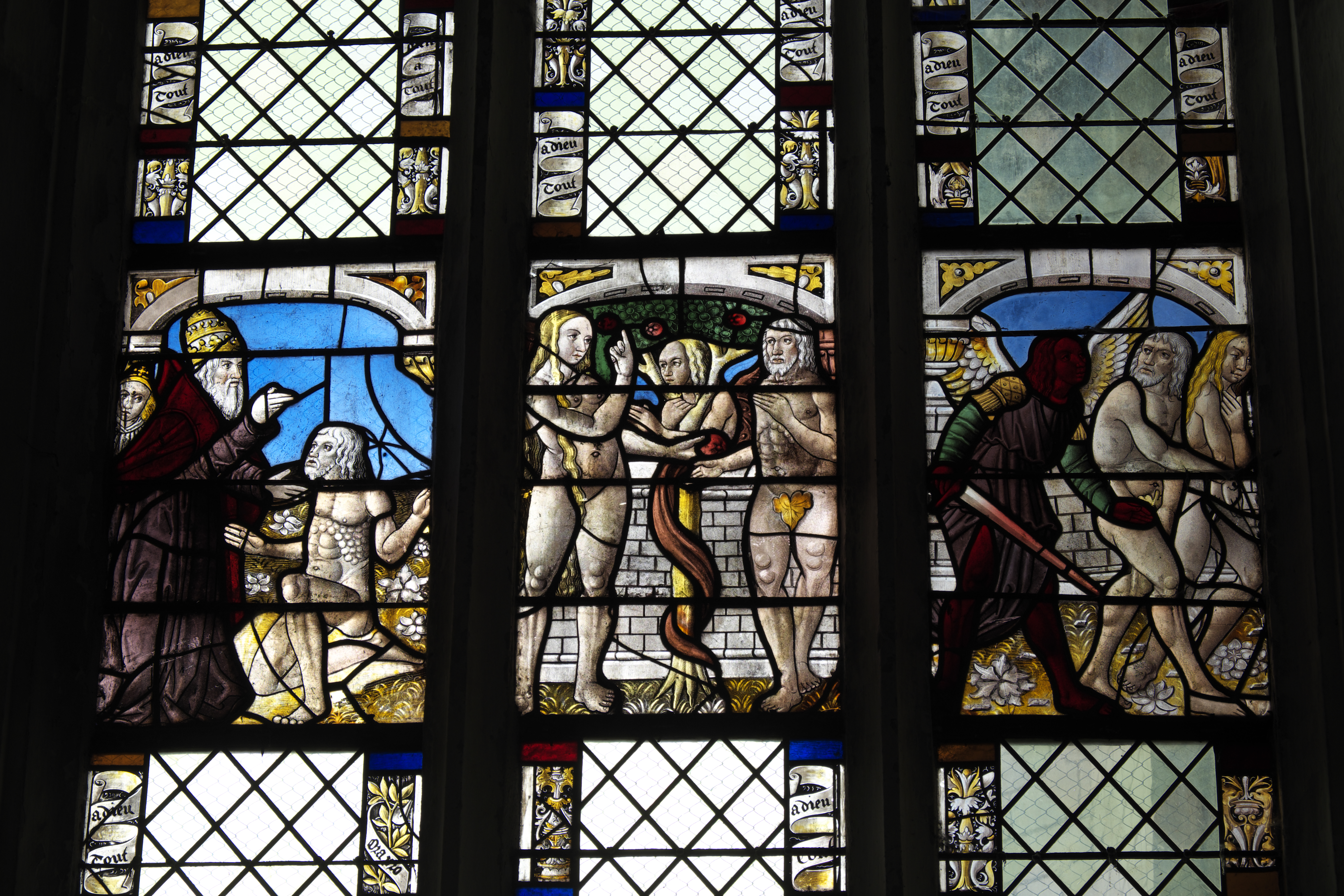
Adam und Eva

Das Fenster wird um 1520 datiert. Auf der linken Szene ist Gottvater, der die Papstkrone auf dem Haupt trägt, mit Adam und Eva dargestellt. Die mittlere Szene schildert den Sündenfall. Eva reicht Adam einen Apfel, zwischen den beiden windet sich die Schlange, die mit dem Kopf einer Frau dargestellt ist, um den Baum der Erkenntnis. Auf der rechten Szene vertreibt ein roter Engel Adam und Eva aus dem Paradies.

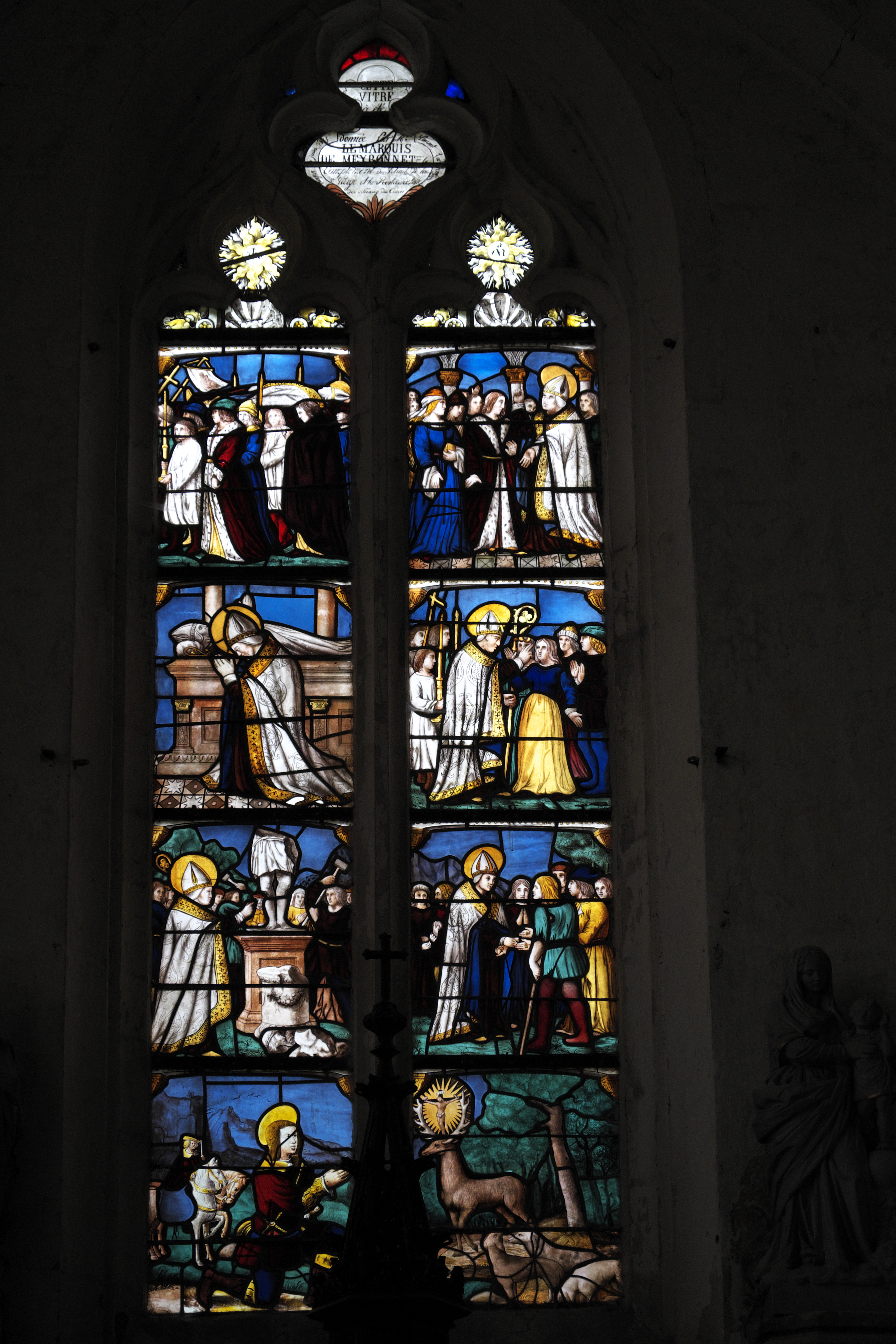
Legende des heiligen Hubertus

- Fenster 5: Legende des heiligen Hubertus

Die meisten Szenen des Fensters wurden 1865 von Louis-Germain Vincent-Larcher ergänzt. Aus dem ersten Viertel des 16. Jahrhunderts sind noch die Spitzen der Lanzetten mit dem Christus- und Marienmonogramm erhalten sowie die untere Szene, in der dem heiligen Hubertus im Geweih eines Hirschen der gekreuzigte Christus erscheint.
- Fenster 6: Wurzel Jesse

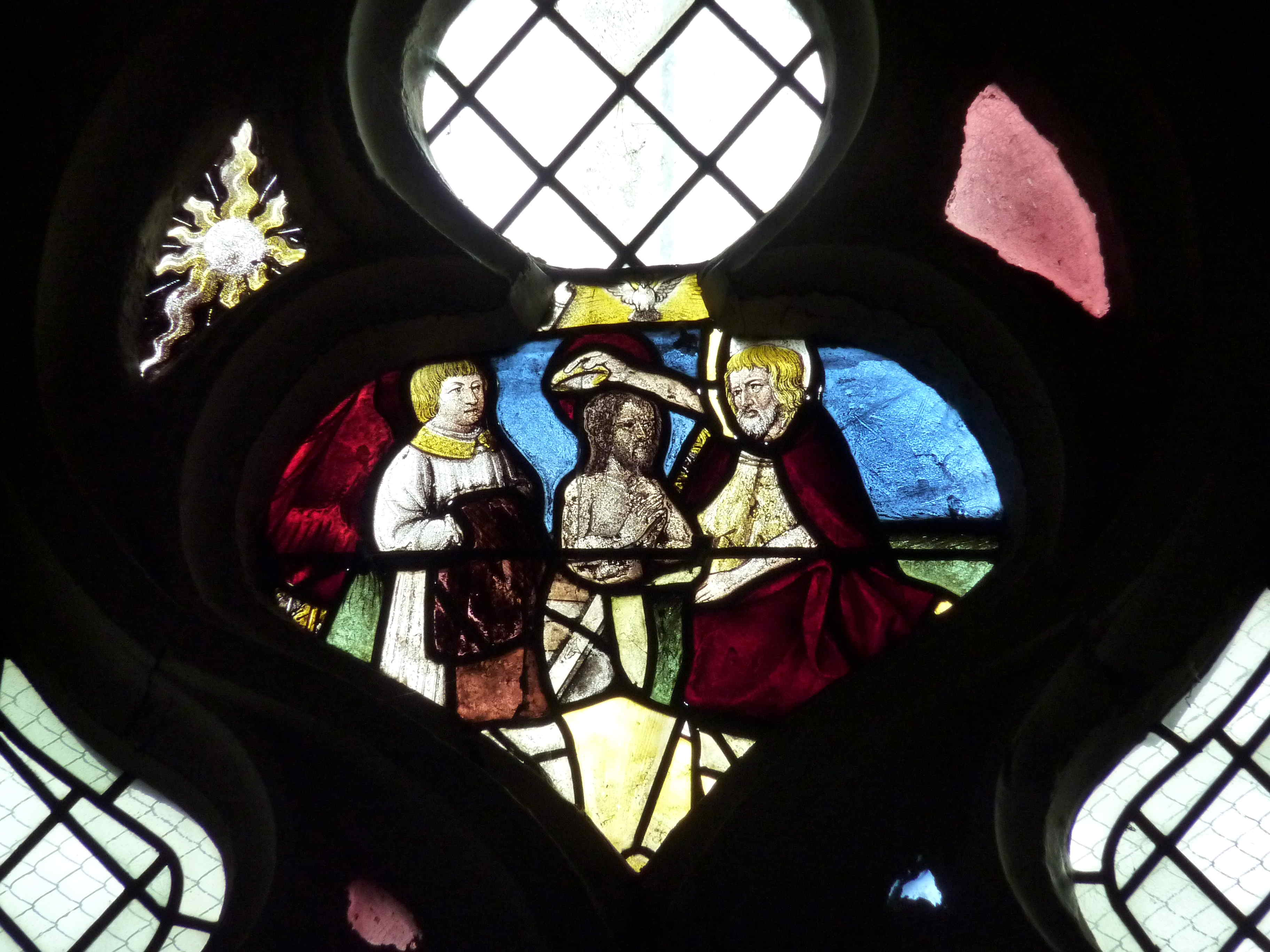
Taufe Jesu

Das Fenster mit der Darstellung der Wurzel Jesse stammt aus dem Jahr 1531. Es wurde 1863 von den Glasmalern Erdmann und Kremer in Paris restauriert, wie aus der Inschrift im Maßwerk hervorgeht.

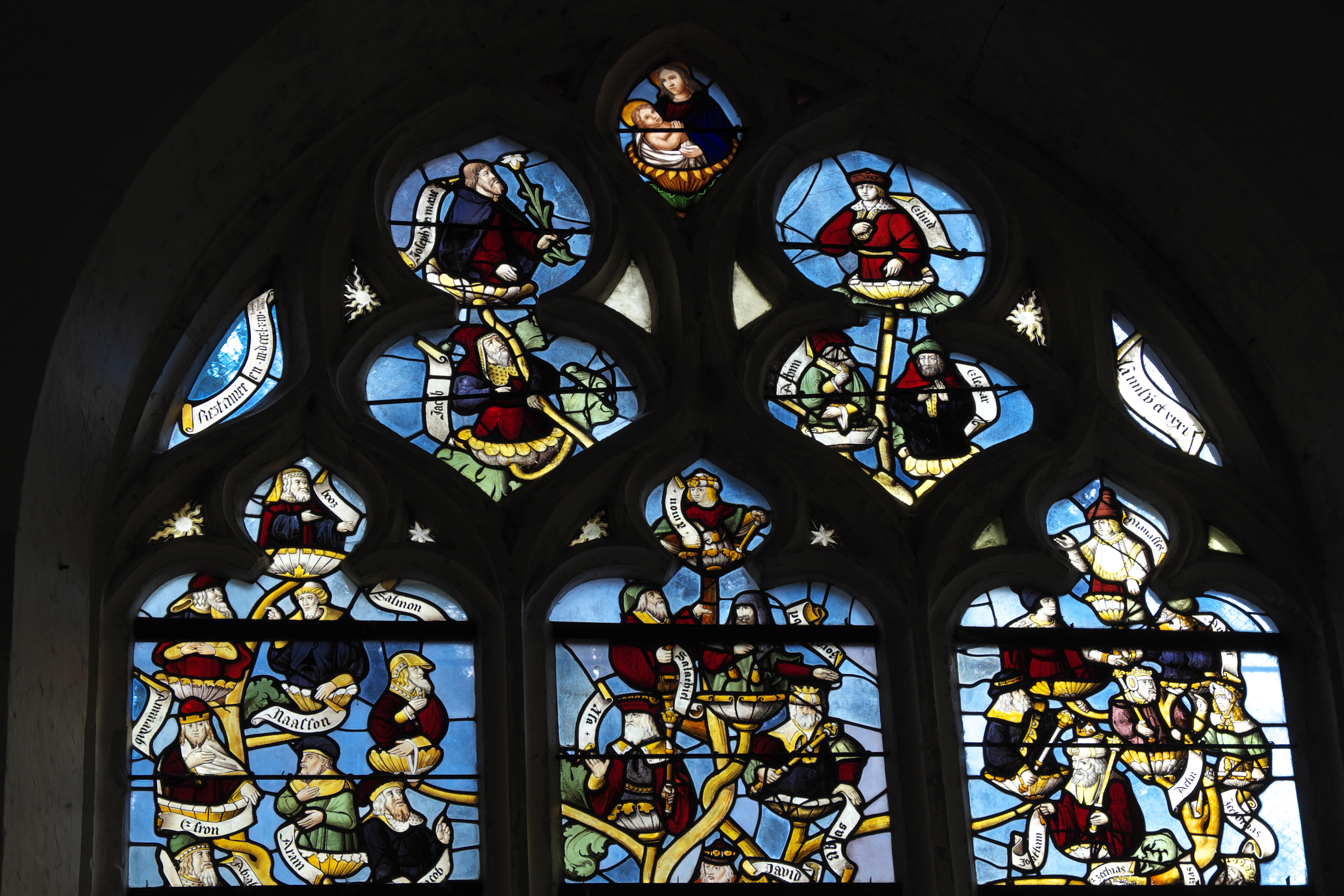
Wurzel Jesse
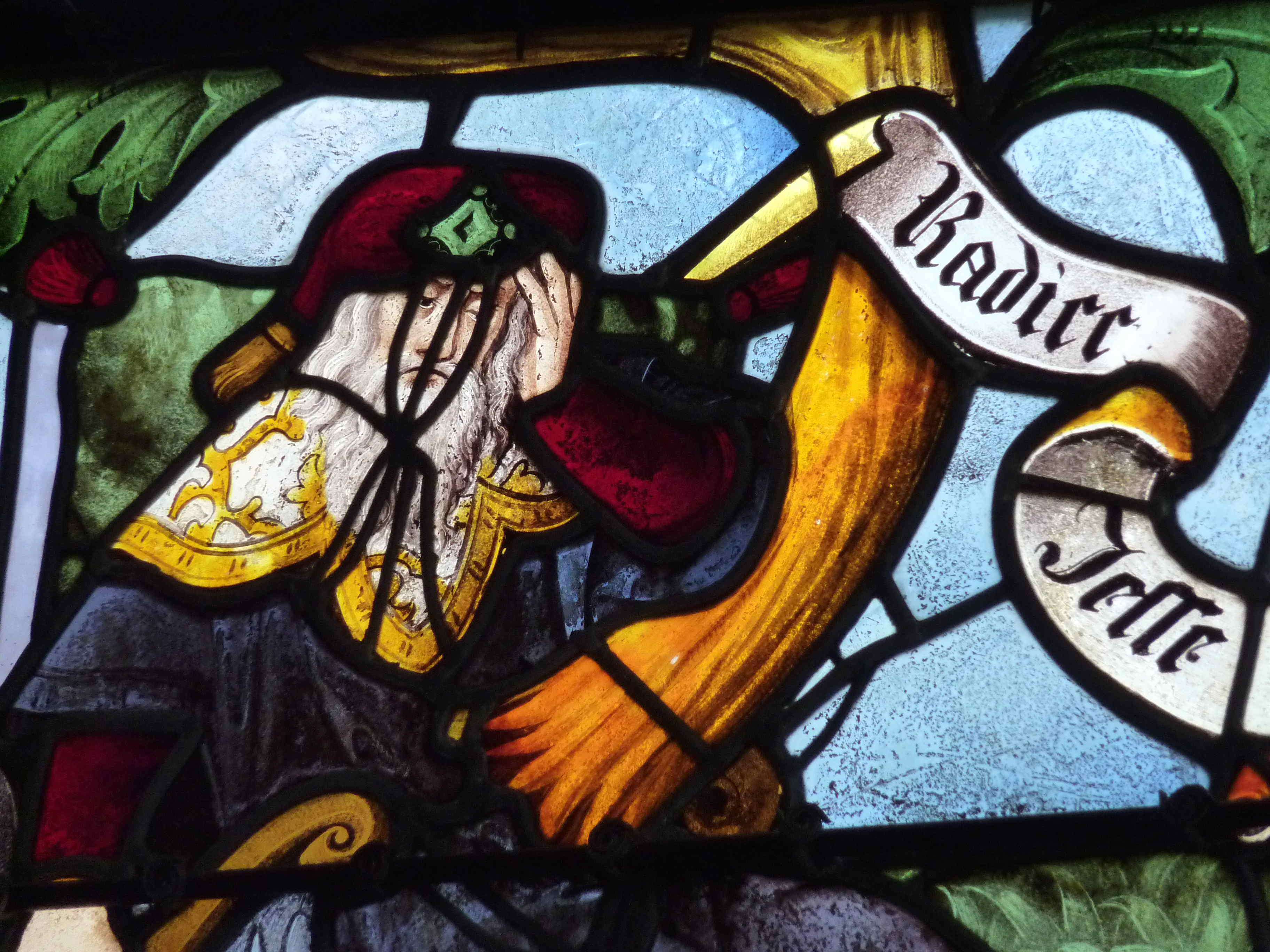
Jesse
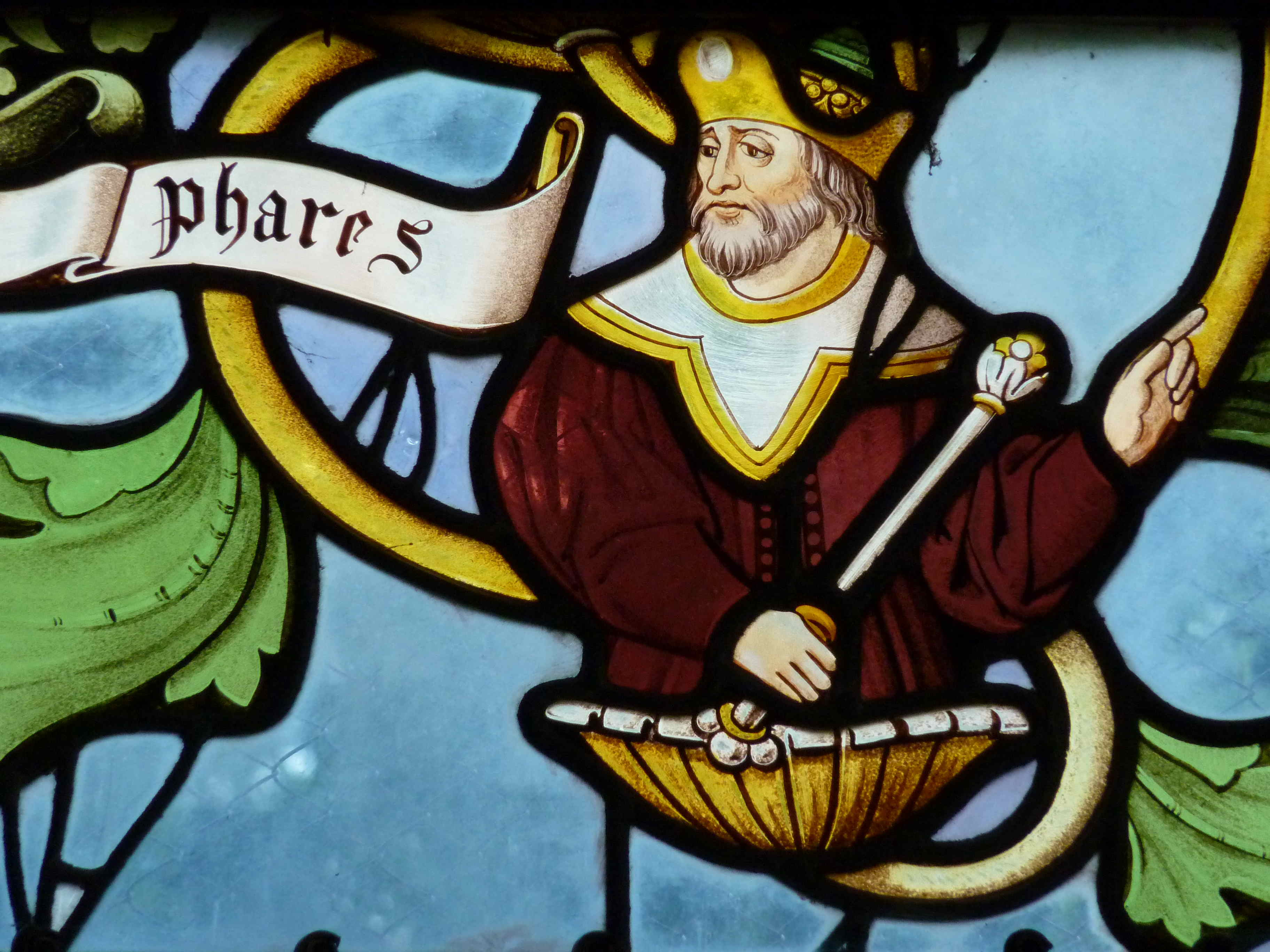
Phares

- Fenster 7: Marientod

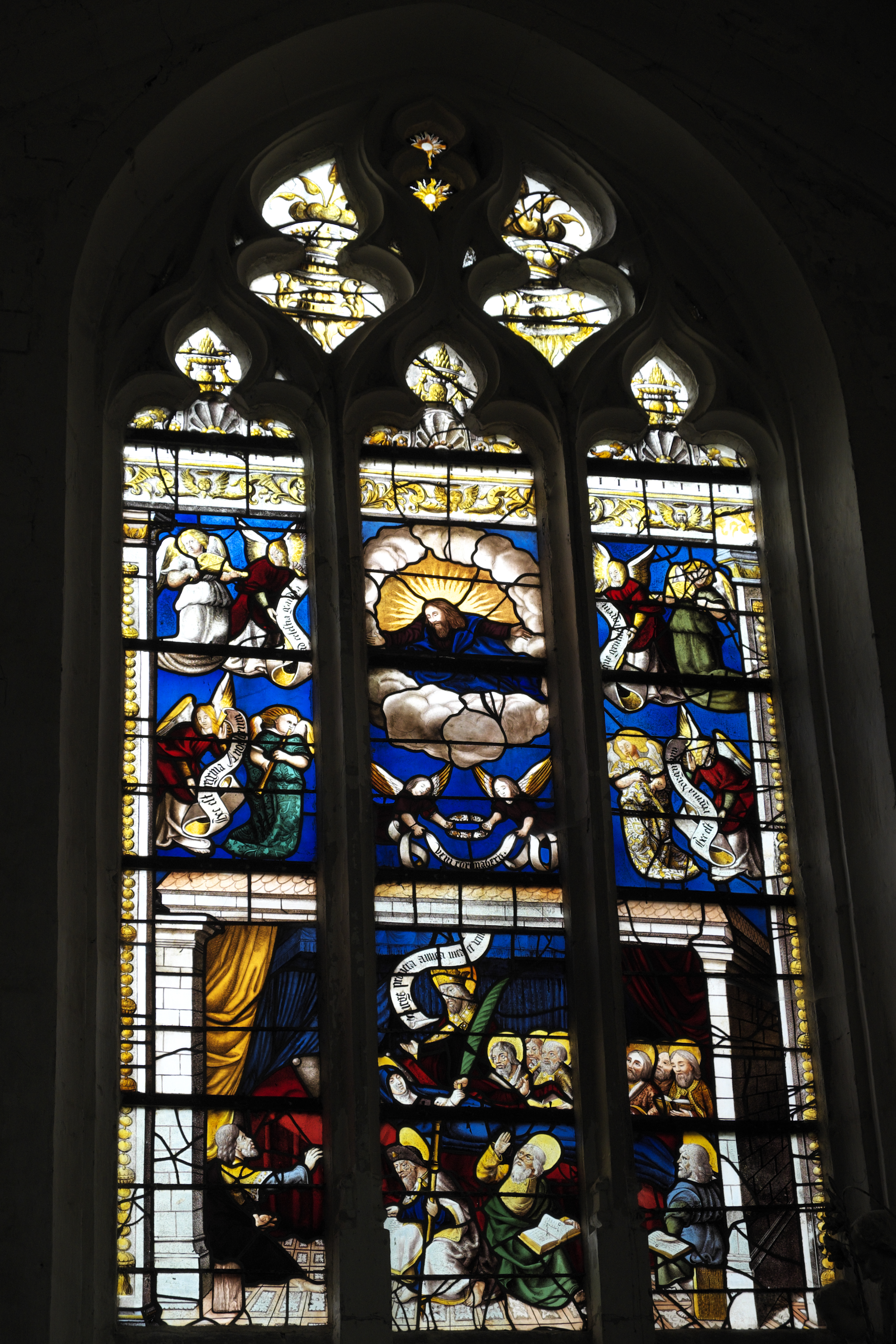
Marientod

Das Fenster aus dem ersten Viertel des 16. Jahrhunderts mit der Darstellung des Marientodes wurde um 1863 von Louis-Germain Vincent-Larcher restauriert. Im unteren Bereich des Fensters liegt Maria, von den Aposteln umgeben, auf dem Sterbebett, im Vordergrund Jakobus der Ältere, der durch seinen Pilgerstab und -hut mit Jakobsmuschel zu erkennen ist. Am Kopfende des Bettes steht Jesus, der mit einem kostbaren Umhang bekleidet ist und eine goldene Krone auf dem Haupt trägt. Auf den oberen Scheiben schwebt Jesus in einer Wolke, zwei Engel halten über Maria eine Krone. Auf den seitlichen Scheiben spielen Engel auf Musikinstrumenten, andere halten Spruchbänder.
- Fenster 9: Grablegung und Auferstehung

Das Fenster wird ins erste Viertel des 16. Jahrhunderts datiert. Auf der unteren Bildebene ist die Grablegung Christi mit den trauernden Frauen, dem Apostel Johannes sowie Nikodemus und Josef von Arimathäa dargestellt. Im Mittelpunkt der oberen Bildebene steht die Auferstehung Christi, der, die Kreuzfahne in seiner linken Hand und die rechte zum Segen erhoben, über dem Grab schwebt. Am Fuße des Grabes sieht man die Soldaten, die das Grab bewachen sollten, aus ihrem Schlaf gerissen. Links oben nähern sich die drei Frauen mit ihren Salbgefäßen dem Grab. Auf den Scheiben im Maßwerk halten Engel die Leidenswerkzeuge – Geißelsäule, Dornenkrone, Nägel, Kreuz – in Händen.
- Fenster 10: Taufe Jesu

Das Fenster mit der Darstellung der Taufe Jesu stammt aus dem Jahr 1531. Von dem Fenster sind nur noch Fragmente erhalten. Neben Jesus ist ein Chorherr als Stifter dargestellt. Über der Szene schwebt eine Taube als Symbol des Heiligen Geistes.

## Ausstattung
- Die Skulpturen der heiligen Savina (Sabina)[12], mit Buch und Pilgerstab dargestellt, und der heiligen Flora[13], mit Buch und Palmwedel dargestellt, werden in das 16. Jahrhundert datiert.
- Das Taufbecken stammt aus dem letzten Viertel des 15. Jahrhunderts.[14]

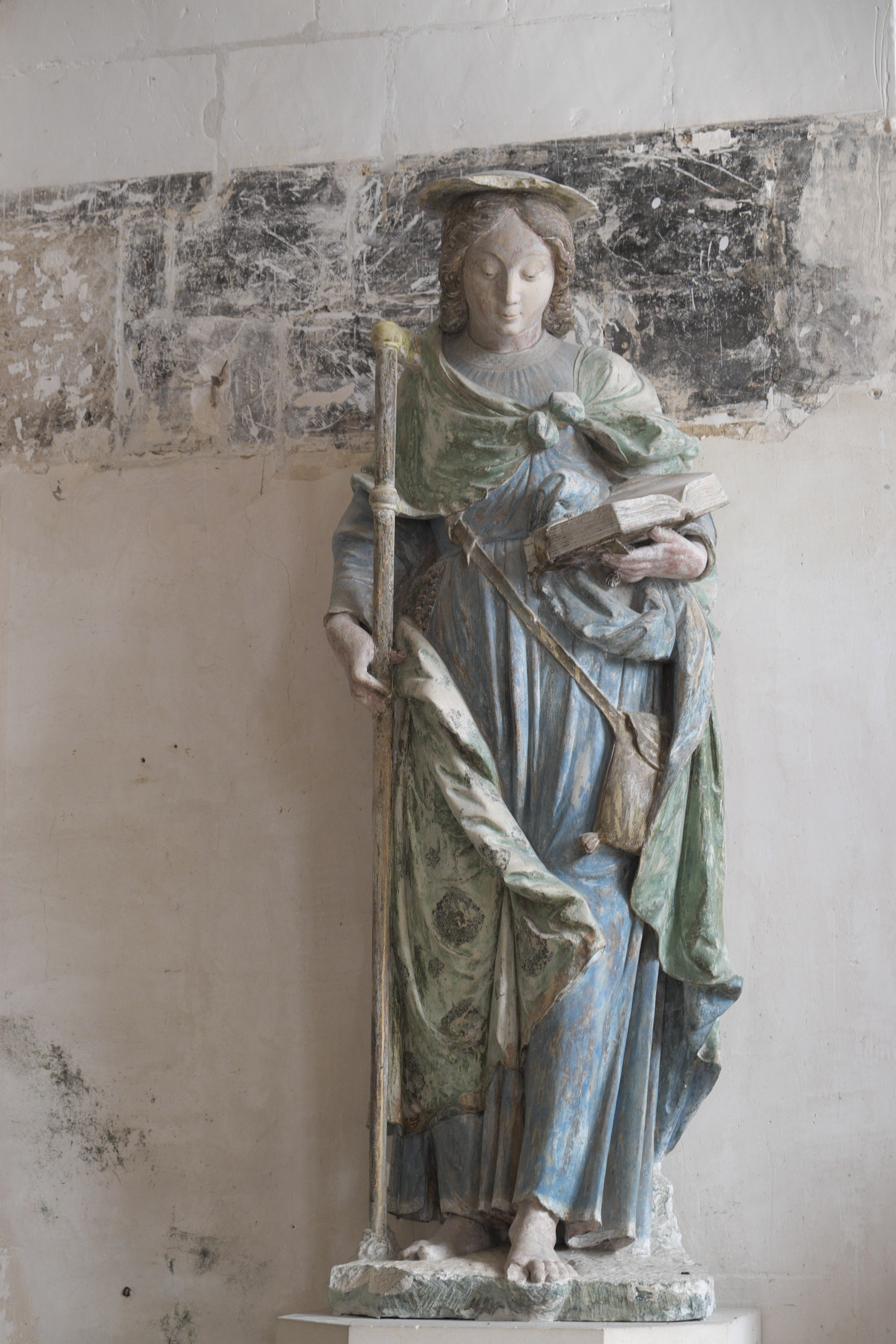
Heilige Savina (Sabina ?)
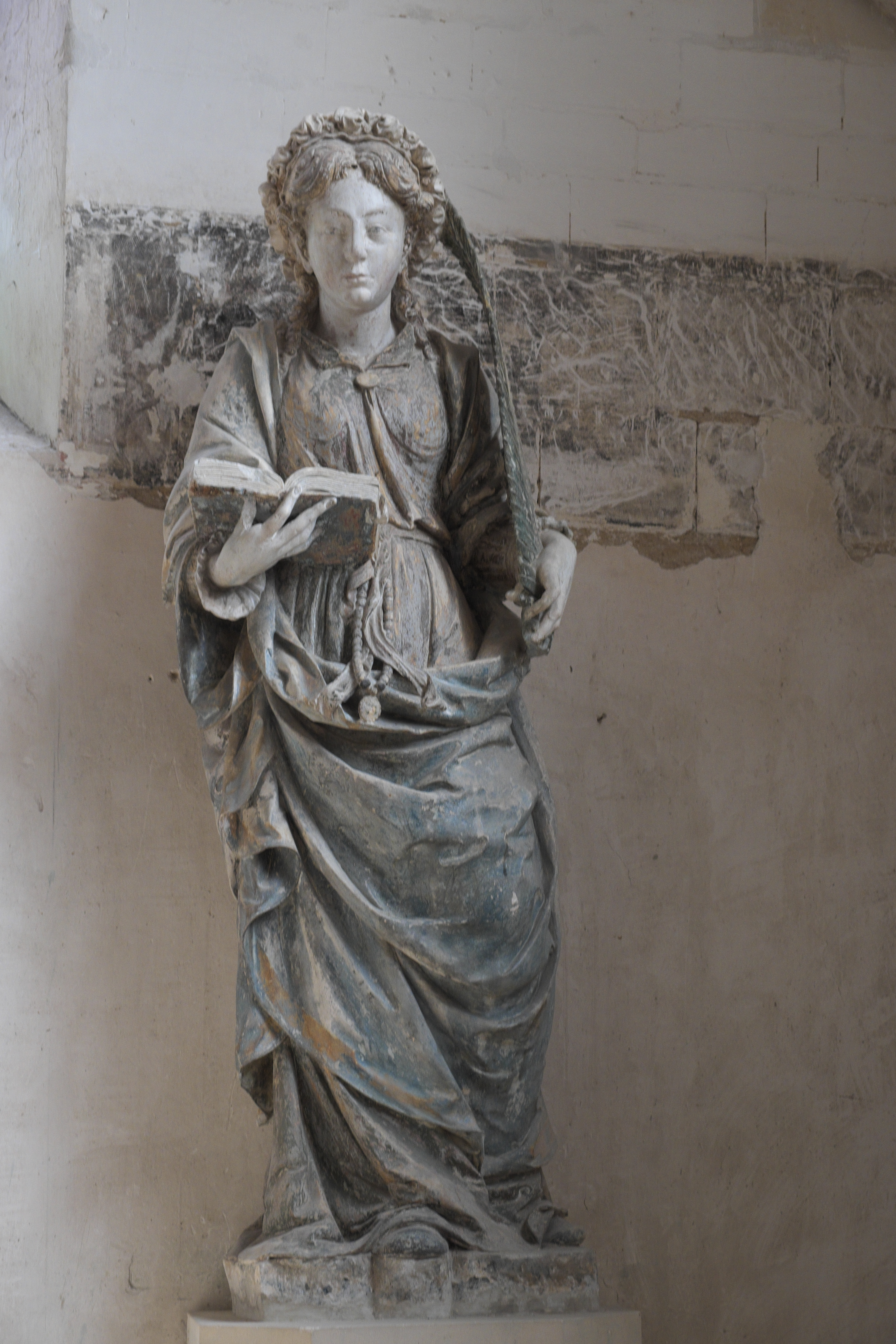
Heilige Flora (?)
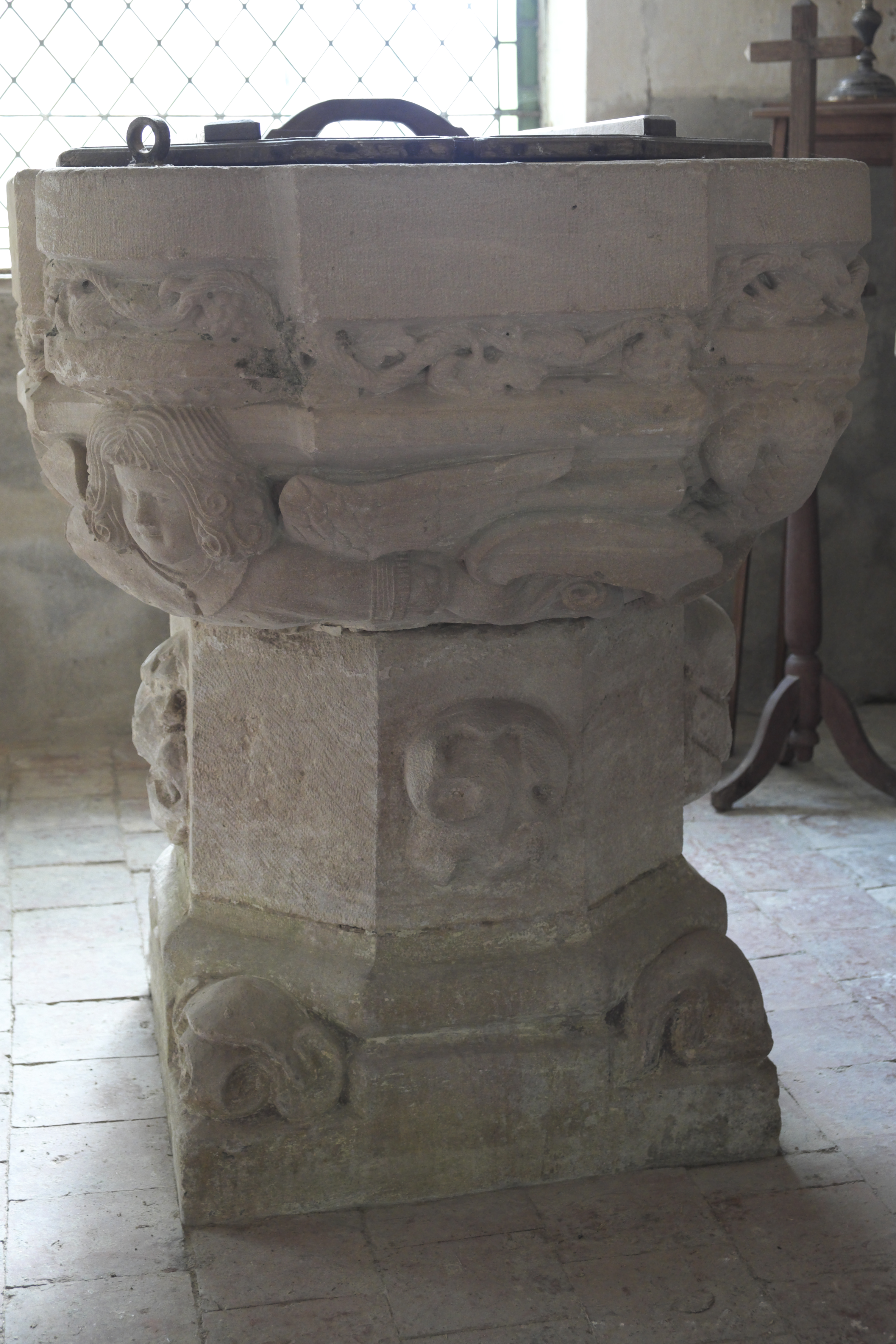
Taufbecken

## Friedhofskreuz
Vor der Kirche steht ein Friedhofskreuz aus dem 16. Jahrhundert.